# CERTIS
Platební systém CERTIS (Czech Express Real Time Interbank Gross Settlement System) je systém mezibankovního platebního styku provozovaný Českou národní bankou. Jde o clearingové centrum pro vypořádání plateb na mezibankovním trhu, který je pod správou právě ČNB. CERTIS zahájil provoz v rámci zúčtovacího centra SBČS v bývalém Československu 8. března 1992.

## Strojové rozhraní
ČNB pro CERTIS definovala nejen organizační pravidla, nýbrž celé API, v něm například tyto položky: 
- číslo účtu / IBAN
- kód banky / BIC
- konstantní symbol
- variabilní symbol
- specifický symbol
- AV pole – textová zpráva pro příjemce, poznámka pro příkazce

## Praktické vlivy na občany ČR
Vývoj CERTISu za poslední roky měl vliv i na občany a jejich běžný život:
- Mezibankovní převody se zrychlily z garantovaných tří dnů na dva, jediný, fakticky probíhají okamžitě: CERTIS už nefunguje jen dávkově jen dvakrát za den, nýbrž je pro banky trvale online.
- Platby systém provádí i v noci, přes víkend.
- Občané již nejsou zatěžování dřívější povinností vždy vyplňovat správný konstantní symbol.
- Sjednotil se formát čísel účtů, odpadlo předčíslí u Sporožir.